# Lasse Mikkelsen
Lasse Askou Mikkelsen (18 januari 1998) is een Deens voetballer die als doelman speelt.

## Carrière
Lasse Mikkelsen speelde in de jeugdopleidingen van Esbjerg fB en PSV. In het seizoen 2015/16 zat hij enkele wedstrijden als reservekeeper op de bank bij Jong PSV, maar kwam niet in actie. Hierna keerde hij terug naar zijn oude club Esbjerg fB, waar hij ook reservekeeper is. De eerste helft van het seizoen 2018/19 werd hij uitgeleend aan Kolding IF, waarmee hij drie wedstrijden op het derde niveau van Denemarken speelde. Hij debuteerde voor Esbjerg in de Superligaen op 10 maart 2019, in de met 3-1 verloren uitwedstrijd tegen SønderjyskE. In 2019 vertrok hij naar Næstved BK, waar hij tot de winterstop van het seizoen 2019/20 speelde.

### Statistieken
| Seizoen                       | Club           | Land           | Competitie     | Competitie | Competitie | Beker | Beker | Totaal | Totaal |
| Seizoen                       | Club           | Land           | Competitie     | Wed.       | Dlp.       | Wed.  | Dlp.  | Wed.   | Dlp.   |
| ----------------------------- | -------------- | -------------- | -------------- | ---------- | ---------- | ----- | ----- | ------ | ------ |
| 2015/16                       | Jong PSV       | Nederland      | Eerste divisie | 0          | 0          | –     | –     | 0      | 0      |
| 2016/17                       | Esbjerg fB     | Denemarken     | Superligaen    | 0          | 0          | 0     | 0     | 0      | 0      |
| 2017/18                       | Esbjerg fB     | Denemarken     | 1. division    | 0          | 0          | 0     | 0     | 0      | 0      |
| 2018/19                       | → Kolding IF   | Denemarken     | 2. division    | 3          | 0          | 3     | 0     | 6      | 0      |
| 2018/19                       | Esbjerg fB     | Denemarken     | Superligaen    | 1          | 0          | 0     | 0     | 1      | 0      |
| 2019/20                       | Næstved BK     | Denemarken     | 1. division    | 5          | 0          | 1     | 0     | 6      | 0      |
| Carrièretotaal                | Carrièretotaal | Carrièretotaal | Carrièretotaal | 9          | 0          | 4     | 0     | 13     | 0      |
| Bijgewerkt op 12 januari 2021 |                |                |                |            |            |       |       |        |        |